# Gotham Independent Film Awards 2012
La 22ª edizione dei Gotham Independent Film Awards si è svolta il 26 novembre 2012 al Cipriani Wall Street di New York ed è stata presentata da Mike Birbiglia.
Le candidature sono state annunciate il 18 ottobre 2012.

## Vincitori e candidati
I vincitori sono indicati in grassetto, a seguire gli altri candidati.

### Miglior film
- Moonrise Kingdom - Una fuga d'amore (Moonrise Kingdom), regia di Wes Anderson
- Bernie, regia di Richard Linklater
- The Loneliest Planet, regia di Julia Loktev
- The Master, regia di Paul Thomas Anderson
- Middle of Nowhere, regia di Ava DuVernay

### Miglior documentario
- How to Survive a Plague, regia di David France
- Marina Abramovic: The Artist is Present, regia di Matthew Akers
- Detropia, regia di Heidi Ewing e Rachel Grady
- Overlook Hotel - Stanza 237 (Room 237), regia di Rodney Ascher
- The Waiting Room, regia di Peter Nicks

### Miglior interprete emergente
- Emayatzy Corinealdi - Middle of Nowhere
- Mike Birbiglia - Sleepwalk with Me
- Thure Lindhardt - Keep the Lights On
- Melanie Lynskey - Come la prima volta (Hello I Must Be Going)
- Quvenzhané Wallis - Re della terra selvaggia (Beasts of the Southern Wild)

### Miglior cast
- Your Sister's Sister

Emily Blunt, Rosemarie DeWitt e Mark Duplass
- Safety Not Guaranteed

Aubrey Plaza, Mark Duplass, Jake Johnson, Karan Soni, Jenica Bergere, Kristen Bell, Jeff Garlin e Mary Lynn Rajskub
- Il lato positivo - Silver Linings Playbook (Silver Linings Playbook)

Bradley Cooper, Jennifer Lawrence, Robert De Niro, Jacki Weaver, Chris Tucker ed Anupam Kher
- Bernie

Jack Black, Shirley MacLaine e Matthew McConaughey
- Moonrise Kingdom - Una fuga d'amore

Bruce Willis, Edward Norton, Bill Murray, Frances McDormand, Tilda Swinton, Jared Gilman, Kara Hayward, Jason Schwartzman e Bob Balaban

### Miglior regista emergente
- Benh Zeitlin - Re della terra selvaggia (Beasts of the Southern Wild)
- Zal Batmanglij - Sound of My Voice
- Brian M. Cassidy e Melanie Shatzky - Francine
- Jason Cortlund e Julia Halperin - Now, Forager
- Antonio Méndez Esparza - Aquí y Allá

### Miglior film non proiettato in un cinema vicino
- An Oversimplification of Her Beauty, regia di Terence Nance
- Red Flag, regia di Alex Karpovsky
- Kid-Thing, regia di David Zellner
- Sun Don't Shine, regia di Amy Seimetz
- Tiger Tail in Blue, regia di Frank V. Ross

### Premio del pubblico
- Artifact, regia di Jared Leto
- Burn, regia di Brenna Sanchez e Tom Putnam
- The Invisible War, regia di Kirby Dick
- Once in a Lullaby: PS 22 Chorus Documentary, regia di Jonathan Kalafer
- Re della terra selvaggia (Beasts of the Southern Wild), regia di Benh Zeitlin

### Spotlight on Women Filmmakers "Live the Dream" Grant
- Stacie Passon - Concussion
- Leah Meyerhoff - I Believe in Unicorns
- Visra Vichit Vadakan - Karaoke Girl

### Premio alla carriera
- Marion Cotillard
- Matt Damon
- David O. Russell
- Jeff Skoll